# Salta (Stadt)
Salta ist die Hauptstadt der gleichnamigen Provinz im Nordwesten Argentiniens. Sie liegt im Valle de Lerma an den Ausläufern der Anden auf 1187 m Höhe am Río Arenales, einem Quellfluss des Río Salado.
Salta ist bekannt für ihre alte spanische Kolonialarchitektur in der Altstadt. Die Stadt hat heute etwa 535.000 Einwohner und ist somit die achtgrößte Stadt Argentiniens.

## Geschichte
Salta wurde am 16. April 1582 durch Don Hernando de Lerma gegründet. Der ursprüngliche Name der Stadt lautete „Ciudad de Lerma en el valle de Salta“. Anfangs gehörte Salta zum Vizekönigreich Peru, nach dessen Aufspaltung wurde es 1776 Teil des von Buenos Aires aus verwalteten Vizekönigreichs Río de la Plata. Im Jahr 1806 wurde das heutige Erzbistum Salta gegründet.
General Manuel Belgrano errang hier 1812 während des argentinischen Unabhängigkeitskrieges von 1810–1818 seinen ersten Sieg gegen die Spanier.
In Salta herrschte nach dem Unabhängigkeitskrieg politisches Chaos und finanzieller Bankrott. Dieser Zustand hielt den größten Teil des 19. Jahrhunderts an. Gegen Ende des 19. Jahrhunderts und im frühen 20. Jahrhundert ließen sich viele Einwanderer aus Italien, Spanien, dem heutigen Syrien und Libanon in der Stadt nieder, die den Handel und die Landwirtschaft der Stadt und ihrer Umgebung belebten.
Am Ende des 19. Jahrhunderts hatte Salta eine höhere Schule, ein Waisenhaus, ein Hospital und 20.000 Einwohner, die lebhaften Handel mit Bolivien trieben. Salta war schon damals Sitz eines deutschen Konsuls. Eine Eisenbahn verband die Stadt über San Miguel de Tucumán mit Buenos Aires.
| Jahr      | 1947   | 1960    | 1970    | 1980    | 1991    | 2001    | 2010    |
| --------- | ------ | ------- | ------- | ------- | ------- | ------- | ------- |
| Einwohner | 67.403 | 117.400 | 176.216 | 260.744 | 367.550 | 462.051 | 535.303 |

## Klima
|                       | Jan  | Feb  | Mär  | Apr  | Mai  | Jun  | Jul  | Aug  | Sep  | Okt  | Nov  | Dez  |   |      |
| Mittl. Tagesmax. (°C) | 27,4 | 26,1 | 24,8 | 22,6 | 21,0 | 19,1 | 20,2 | 22,3 | 23,5 | 26,4 | 27,4 | 27,8 | ⌀ | 24   |
| Mittl. Tagesmin. (°C) | 16,1 | 15,6 | 14,7 | 11,6 | 7,7  | 3,8  | 2,9  | 4,5  | 7,4  | 11,3 | 13,9 | 15,5 | ⌀ | 10,4 |
|                       |      |      |      |      |      |      |      |      |      |      |      |      |   |      |
| Niederschlag (mm)     | 182  | 163  | 118  | 37   | 9    | 3    | 4    | 4    | 7    | 26   | 65   | 138  | Σ | 756  |
|                       |      |      |      |      |      |      |      |      |      |      |      |      |   |      |
| Sonnenstunden (h/d)   | 5,3  | 4,8  | 3,4  | 3,9  | 4,4  | 4,1  | 5,6  | 6,3  | 5,4  | 5,9  | 5,7  | 5,3  | ⌀ | 5    |
|                       |      |      |      |      |      |      |      |      |      |      |      |      |   |      |
| Regentage (d)         | 15   | 13   | 11   | 7    | 2    | 1    | 1    | 2    | 2    | 5    | 8    | 12   | Σ | 79   |
|                       |      |      |      |      |      |      |      |      |      |      |      |      |   |      |
| Luftfeuchtigkeit (%)  | 78   | 82   | 84   | 84   | 81   | 76   | 70   | 63   | 60   | 61   | 67   | 73   | ⌀ | 73,2 |

| 16,1 |

| 15,6 |

| 14,7 |

| 11,6 |

| 7,7 |

| 3,8 |

| 2,9 |

| 4,5 |

| 7,4 |

| 11,3 |

| 13,9 |

| 15,5 |

| 16,1 |

| 15,6 |

| 14,7 |

| 11,6 |

| 7,7 |

| 3,8 |

| 2,9 |

| 4,5 |

| 7,4 |

| 11,3 |

| 13,9 |

| 15,5 |

## Architektur und Sehenswürdigkeiten
Die Stadt ist vor allem für ihre Bauten aus der Kolonialzeit bekannt. Die Regierung erließ hier ein Gesetz, wonach im Zentrum der Stadt Bauten, die im typischen spanischen Kolonialstil gebaut wurden, günstigere Steuertarife bekamen.

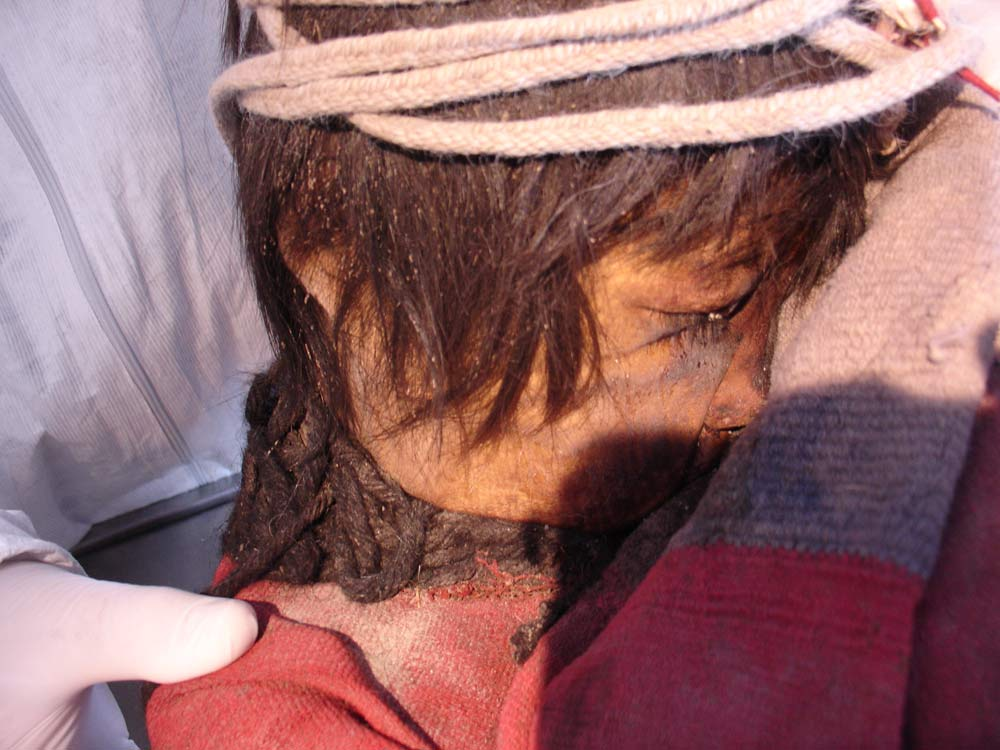
El Niño, eine der drei Mumien vom Gipfel des Vulkans Llullaillaco

Zentraler Platz Saltas ist die Plaza 9 de Julio. An dieser befinden sich die ab 1858 erbaute Kathedrale von Salta sowie das 2004 eröffnete Museo de Arqueología de Alta Montaña de Salta mit archäologischen Funden vom Gipfel des Vulkans Llullaillaco. Das Museo de Arte Contemporáneo de Salta zeigt zeitgenössische Kunst.
Das Karmeliterkonvent Convento de San Bernardo zu Ehren San Bernardos, des ersten Schutzheiligen Saltas, entstand ursprünglich aus einer kleinen Kapelle, die 1586 durch ein Nebengebäude zu Ehren San Andrés' erweitert wurde und als Hospital dienen sollte. 1846 wurde der Komplex in das heutige Beginenhaus Nuevo Carmelo de San Bernardo umgewandelt. Das Haupttor wurde 1762 von indianischen Künstlern geschnitzt und 1845 als Portal eingesetzt. Lange Zeit diente es als Werbesymbol für die Stadt Salta.
Weiter bedeutend ist die Basilika St. Franziskus mit dem Franziskanerkloster im Stadtzentrum.
Das Estadio El Gigante del Norte ist das Stadion von Salta. 1962 wurden Teile des Films Taras Bulba mit Tony Curtis und Yul Brynner in Salta gedreht, die den noch jungen Cástulo Guerra zur Schauspielerei führten.

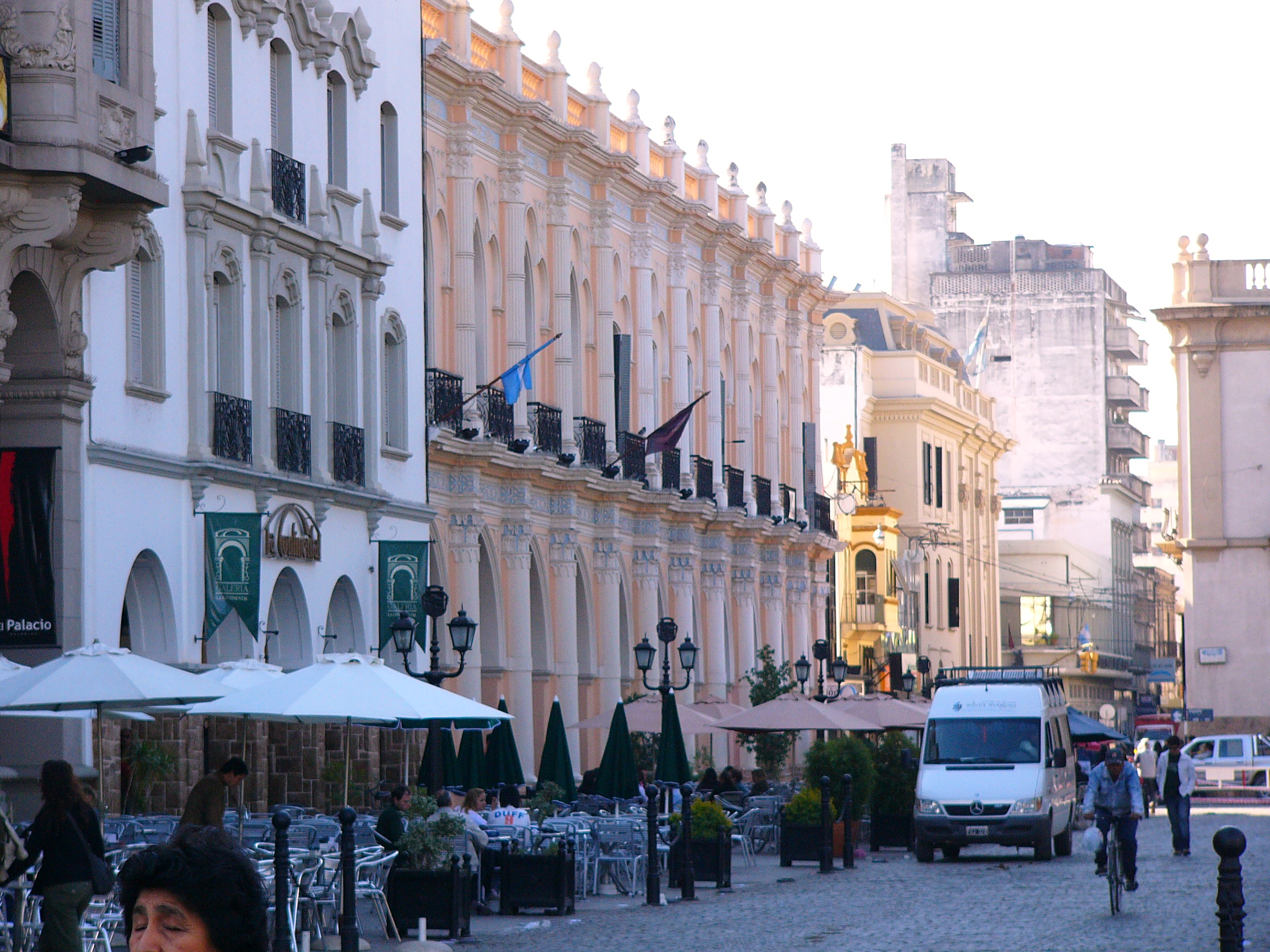
Im Zentrum Saltas
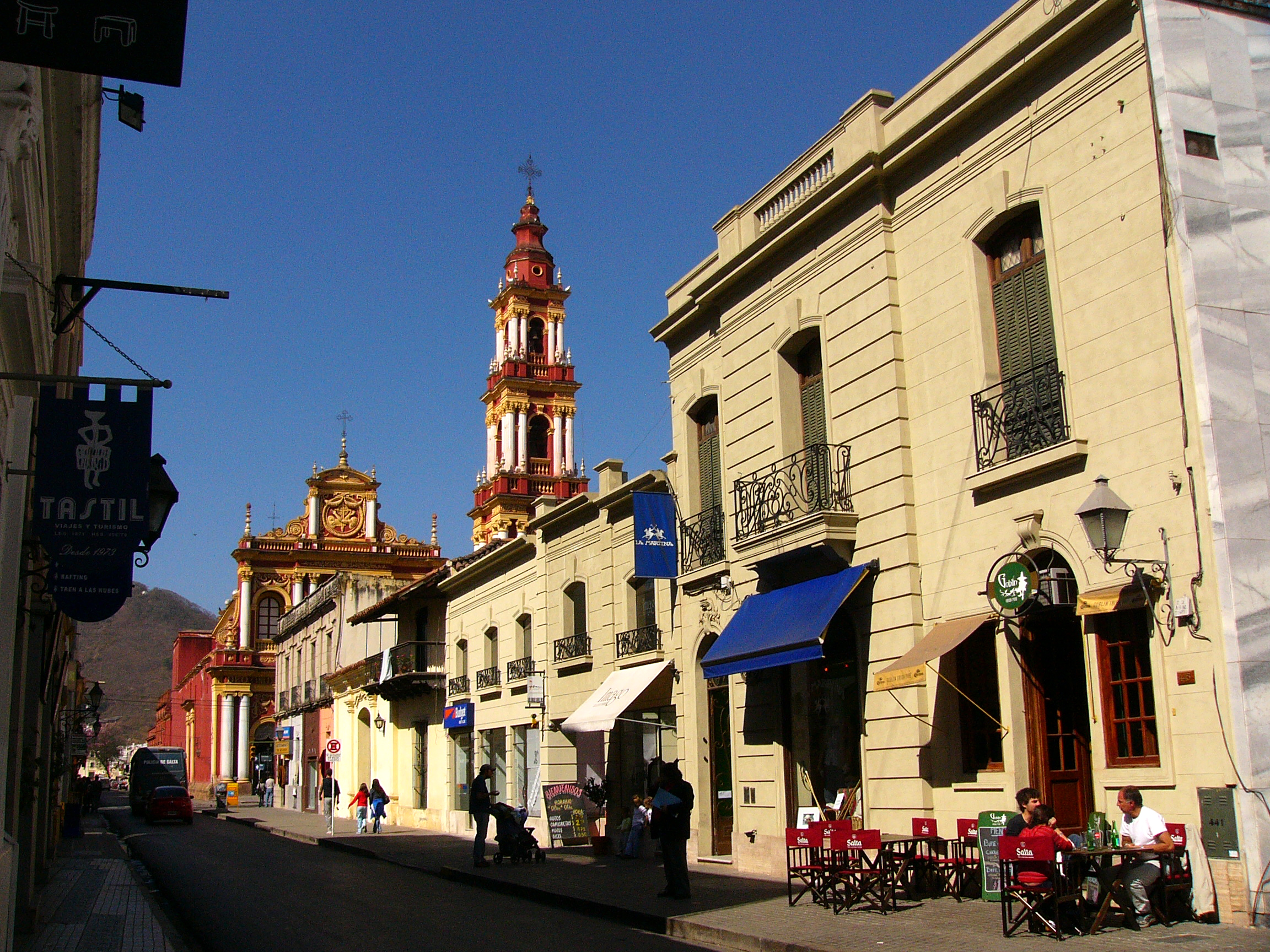
Calle Casero, Kirche San Francisco
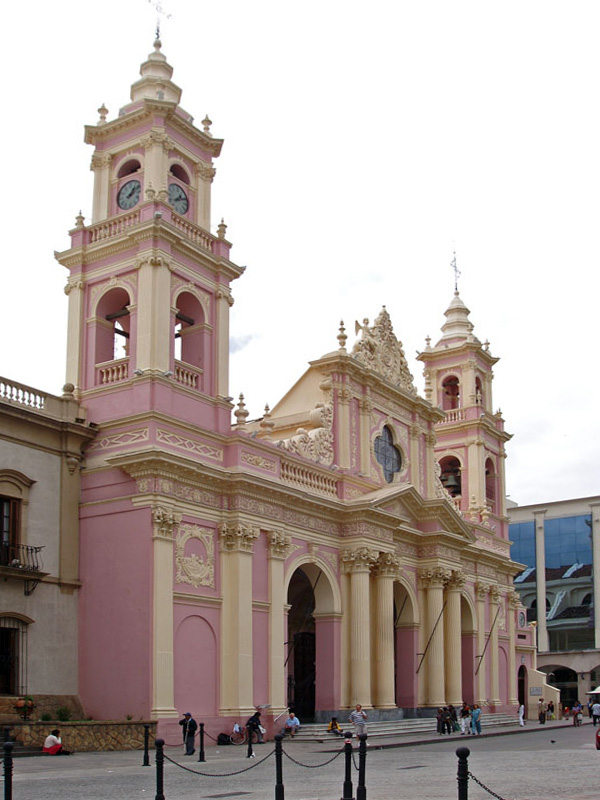
Kathedrale

## Verkehr

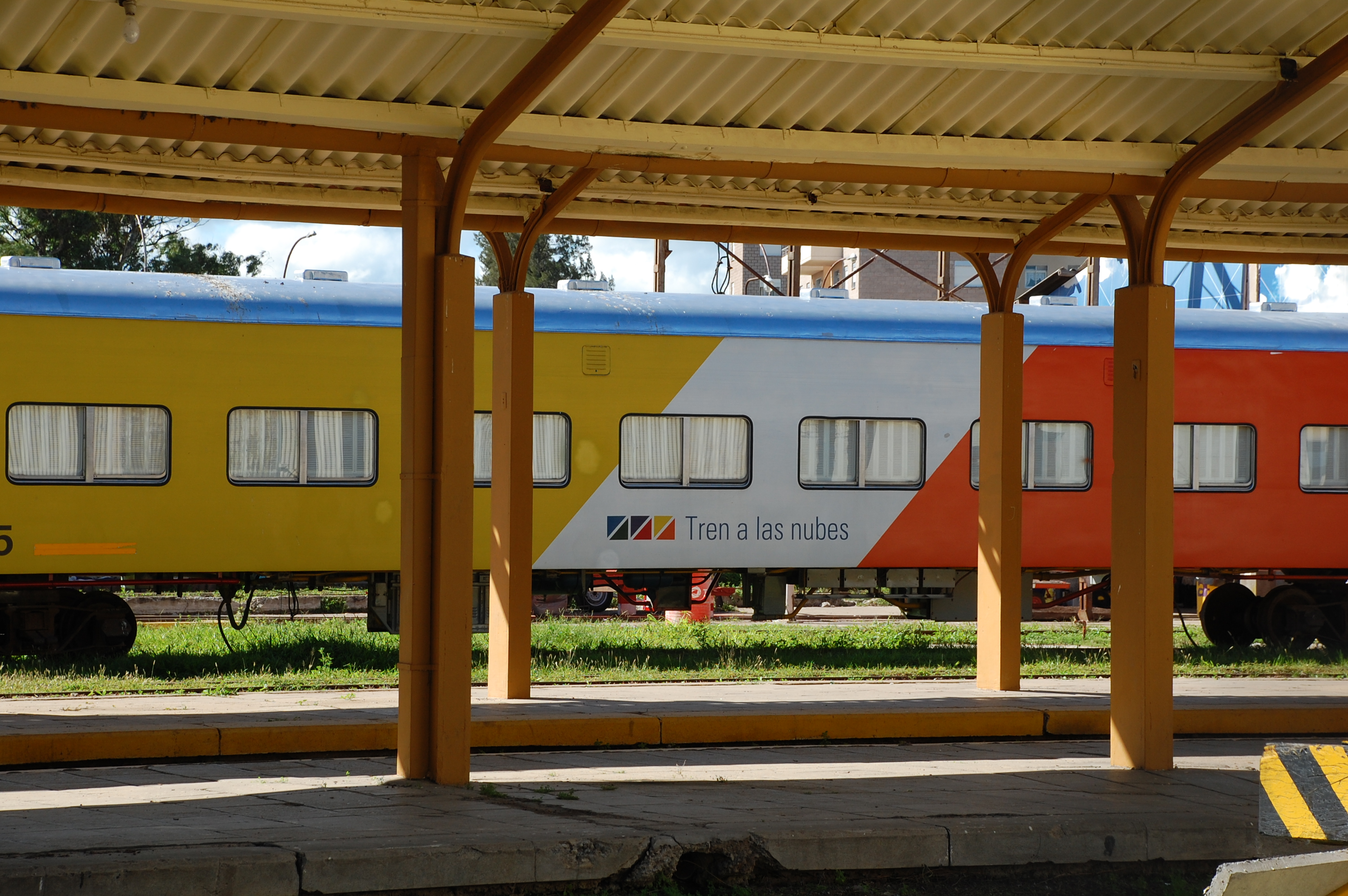
Der Zug zu den Wolken in Salta

In Salta beginnt eine Zugstrecken Bahnstrecke Salta–Antofagasta, auf einer der berühmtesten Touristenzüge der Welt verkehrt: Der tren a las nubes (Zug in die Wolken), der in die Anden bis zur Brücke La Polvorilla führt. 
Der Teleférico auf den Hügel San Bernardo legt in acht Minuten auf einer Strecke von einem Kilometer 300 Höhenmeter zurück. Die Bahn wurde 1987 von der Schweizer Firma Garaventa aus Goldau erstellt. 
Wenige Kilometer südwestlich der Stadt befindet sich  der Flughafen Salta, über den die Stadt mit dem Rest des Landes verbunden ist.

## Städtepartnerschaft
- Tarija, Bolivien, seit dem 8. März 2004

## Persönlichkeiten
- Manuel Antonio Acevedo (1770–1825), Abgeordneter, Geistlicher, Mitbegründer der philosophischen Fakultät Salta
- Mariano Boedo (1782–1819), Rechtsanwalt und Politiker
- Martín Miguel de Güemes (1785–1821), argentinischer Unabhängigkeitsheld, „Gaucho-General“, Gouverneur von Salta und Jujuy
- Magdalena „Macacha“ Güemes (1787–1866), Schwester von Martín Miguel de Güemes und Aktivistin im Unabhängigkeitskampf
- Rudecindo Alvarado (1792–1872), Militär, Kriegsminister unter Urquiza, Gobernador von Salta
- José Güemes (1803–1840), Unabhängigkeitskämpfer und Gouverneur von Salta
- José Evaristo Uriburu (1831–1914), argentinischer Präsident 1895–1898
- Victorino de la Plaza (1840–1919), Jurist, vielfacher Minister, argentinischer Präsident nach dem Tode Roque Saénz Peñas
- José Félix Uriburu (1868–1932), Militär, Putschist, Militärdiktator
- José Durand Laguna (1885–1965), Fußballspieler und -trainer
- Juan Carlos Dávalos (1887–1959), Schriftsteller
- Gustavo „Cuchi“ Leguizamón (1917–2000), Komponist, Folkoremusiker, Jurist und Geschichtsprofessor
- Jorge Edgard Leal (* 1921), Militär und Antarktisforscher
- Eduardo Falú (1923–2013), Sänger, Gitarrist und Komponist
- Raúl Arsenio Casado (1929–2010), Erzbischof von Tucumán
- Cástulo Guerra (* 1945 in Córdoba), Schauspieler
- Marcelo Raúl Martorell (1945–2024), Bischof von Puerto Iguazú
- Sonia Álvarez Leguizamón (* 1954), Anthropologin und Soziologin
- Lucrecia Martel (* 1966), Filmregisseurin und Drehbuchautorin
- Kevin Benavides (* 1989), Motorradrennfahrer
- Daniel Díaz (* 1989), Straßenradrennfahrer